# صدو حیاتو
صدو حیاتو (انگلیسی: Sadou Hayatou؛ زادهٔ ۱۵ فوریهٔ ۱۹۴۲ – درگذشتهٔ ۱ اوت ۲۰۱۹) یک سیاست‌مدار اهل کامرون بود. صدو حیاتو در ۱ اوت ۲۰۱۹، در سن ۷۷ سالگی درگذشت.